# Vlag van Wanze
De vlag van Wanze is op onbekende datum bij raadsbesluit vastgesteld als de vlag van de Luikse gemeente Wanze. De vlag kan als volgt worden beschreven:
Gevierendeeld wit-grijs-rood-wit met een grijs schild met een rood kanton in het eerste kwartier van de vlag.
Het lijkt erop dat de gemeente heeft gekozen voor een ingewikkelder patroon dan voorgesteld door de gemeenteraad en voor zilver als letterlijke vertaling van argent, wat zeer ongebruikelijk is op vlaggen.
De Raad van Heraldiek en Vexillologie (Frans: Conseil d’héraldique et de vexillologie) stelde een witte vlag met een rood vierkant kanton. Dat is gelijk aan het gemeentewapen.

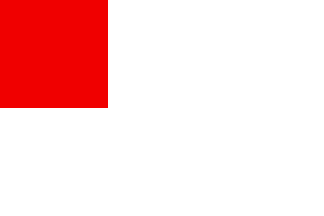
Vlagontwerp van de Raad van Heraldiek en Vexillologie